# グラクソ・スミスクライン
グラクソ・スミスクライン（英: GSK plc）は、イギリス・ロンドンに本社を置く世界有数の規模を持つグローバル製薬企業。略称はGSK。ロンドン証券取引所、ニューヨーク証券取引所上場企業（LSE: GSK NYSE: GSK）。
日本では、グラクソ・スミスクライン株式会社（GlaxoSmithKline K.K.）が現地法人として置かれている。

## 概要
ステロイド吸入剤などの気管支喘息治療薬やヒスタミンH2受容体拮抗薬「ザンタック」などを開発・発売していたグラクソと、ゾビラックス（抗ヘルペスウィルス剤）やレトロビル（抗HIV薬）など世界で初めて抗ウイルス薬の開発に成功したバローズ・ウェルカムが1995年に合併（日本法人は1998年に合併）してグラクソ・ウエルカムとなった。その後、世界初のH2ブロッカー薬タガメットや、オーグメンチン（ペニシリン系抗生物質）、パキシル (SSRI) など世界的売上規模を誇る製品を開発・発売してきたスミスクライン・ビーチャムとグラクソ・ウエルカムが2000年に合併（日本法人は2001年1月に合併）して発足した。
ザンタックとタガメットは同薬理をもつ同効の競合品であり、自社品同士での競合を避けるために、タガメットは他社販売へ移管している。日本では、タガメットは大日本住友製薬が販売、ザンタックは第一三共との共同販売活動を行っていたが、2008年4月1日から自社流通のみに変更した。
なお、グラクソ・ウエルカム、グラクソ・スミスクラインそれぞれの合併時に売上規模などで世界1位となったが、その後ファイザーがワーナー・ランバート（2000年）、ファルマシア（2003年）などを買収して世界1位となっている。
ルコゼード、ライビーナとその事業基盤をサントリー食品インターナショナルに2106億円で譲渡した
。
2022年7月18日（英国時間）、GSKグループからコンシューマー・ヘルスケア事業が分離し、「ヘイリオン」グループが設立された。日本においてはヘイリオングループへの独立後も「グラクソ・スミスクライン・コンシューマー・ヘルスケア・ジャパン株式会社」の法人名や取扱製品における「GSKロゴ」を継続して使用していたが、2024年9月2日付で「Haleonジャパン株式会社」に商号変更した。

## 施設
グラクソ・スミスクラインの最大の市場は米国で、米国本社事業（研究所を含む）はペンシルベニア州フィラデルフィア海軍造船所跡地とノースカロライナ州リサーチ・トライアングル・パークで行われている。

## 日本法人
日本では、2002年11月にアース製薬と米国のブロックドラッグ（Block Drug、2001年GSKが買収）が提携していた「ブロックドラッグジャパン」（旧小林ブロック（小林製薬の子会社））の経営を統合し、ブロック社製造の商品もグラクソ・スミスクラインが受け持つようになる。2005年11月よりアラガン株式会社が輸入販売していたボトックスを扱うこととなった。また、2015年3月には、コンシューマーヘルスケア事業本部がノバルティス ファーマ株式会社のOTC事業部と統合し、両社の合弁事業として、グラクソ・スミスクライン・コンシューマー・ヘルスケア・ジャパン株式会社（現・Haleonジャパン株式会社）が新たに設立された（詳細はヘイリオン#日本法人を参照）。

## 主な商品
日本国内で流通するグラクソ・スミスクラインの商品は、他社への製造委託品を除き、ほぼすべてを今市工場（栃木県日光市）で製造している。
レルベア
気管支喘息治療薬。吸入用ステロイド（フルチカゾン）と長時間作動性β2刺激薬（ビランテロール）の合剤。1日1回1吸入。［ICS/LABA］
アノーロ
慢性閉塞性肺疾患治療薬。吸入用長時間作用性抗コリン薬（ウメクリジニウム）と長時間作動性β2刺激薬（ビランテロール）の合剤。1日1回1吸入。［LAMA/LABA］
テノゼット
B型肝炎治療薬、逆転写酵素阻害薬。
パキシル
世界で最も多用されているSSRIのひとつ。うつ病・うつ状態・パニック障害・強迫性障害に有効。主成分は塩酸パロキセチン。
フルタイド
気管支の炎症を抑える吸入ステロイド剤。気管支喘息治療薬の第一選択肢。主成分はプロピオン酸フルチカゾン。
セレベント
長時間作動型吸入β2刺激薬（気管支拡張剤）。主成分はキシナホ酸サルメテロール。
アドエア
フルタイドとセレベントを組み合わせたもの。国により「セレタイド」「アドベアー」という名で発売されている。日本では当初「セレタイド」という名称で発売予定だったが、「フルタイド」や「セレベント」と紛らわしいので「アドエア」という商品名で2007年6月に承認・発売。
サルタノール インヘラー
世界で最も多用されている、気管支喘息発作を緩和する短時間作動型の気管支拡張薬。短時間作動型吸入β2刺激薬。主成分は硫酸サルブタモール。
モダシン静注用
セフェム系抗生物質 一般名はセフタジジム 略号はCAZ
オーグメンチン配合錠
βラクタマーゼ阻害剤とペニシリン系抗生物質の配合剤。一般名はクラブラン酸カリウム/アモキシシリン 略号はCVA/AMPC。 同一主成分であるものの配合比を大幅に変更したクラバモックス小児用ドライシロップの発売により、オーグメンチン小児用顆粒は2009年1月に発売中止。成人用錠剤は今後も継続販売。
クラバモックス小児用配合ドライシロップ
βラクタマーゼ阻害剤とペニシリン系抗生物質の配合剤。一般名はクラブラン酸カリウム/アモキシシリン 略号はCVA/AMPC。 オーグメンチンとの違いはCAZ:AMPCの配合比。オーグメンチンが1:2製剤に対し、クラバモックスは1:14製剤と大幅に配合比が異なる。PRSP等の耐性菌に対しても有効。
ゼフィックス
主成分はラミブジン。抗HBV化学療法剤 B型肝炎・肝硬変等に使用される。
ヘプセラ
主成分はアデフォビル。抗HBV化学療法剤 B型肝炎・肝硬変等に使用される。
ゾビラックス
主成分はアシクロビル。抗ヘルペスウイルス薬
バルトレックス
主成分はバラシクロビル。抗ヘルペスウイルス薬。ゾビラックスをプロドラッグ化した製剤。
ザイロリック
尿酸合成阻害による高尿酸血症および痛風治療薬。主成分はアロプリノール。
ボトックス
A型ボツリヌス毒素製剤（日本及び中国）
フルナーゼ
アレルギー鼻炎に用いられる点鼻用ステロイド剤。主成分はプロピオン酸フルチカゾン。
アラミスト
アレルギー鼻炎に用いられる点鼻用ステロイド剤。主成分はフランカルボン酸フルチカゾン。
リレンザ
抗インフルエンザウイルス薬。 主成分はザナミビル。ディスクヘラーという器具を用いた吸入剤。1日2回5日吸入。
アボルブ
(5α還元酵素阻害薬) 前立腺肥大症治療薬。プロペシアと類似薬。αブロッカーと異なり、前立腺が縮小するという抜本的な治療ができる。前立腺癌や男性型脱毛症にも影響があると思われるが、日本では保険適応はない。
コンタック
総合感冒薬。同社の一般家庭向けの主力商品となっている。1966年の発売当初から「2色の粒で長く効く」をキャッチコピーにしている。

### 製造中止
ベコタイド
一般名はプロピオン酸ベクロメタゾン。日本で最初に使われた気管支喘息用吸入ステロイド剤。ボンベに特定フロンであるCFC（クロロフルオロカーボン）が使われていたため2004年に製造中止し、代替フロン（HFA-134a）を使用したタイプや、ボンベを使わないドライパウダーに切り替え、同社の同種同効薬はフルタイド。

## 不正

### 2012年アメリカ、副作用隠蔽など
2012年、アメリカ合衆国でグラクソ・スミスクラインが30億米ドルの罰金を支払うことになったのは、選択的セロトニン再取り込み阻害薬（SSRI）のパキシル（パロキセチン）の小児での有効性を示さず、自殺行動のリスク増加にかかわらず、子供や青年への適応外用途をうたったことや、糖尿病治療薬のアバンディアの鬱血性心不全などの危険性について、臨床データを提出するのが遅れたため、6年間アメリカ食品医薬品局の警告表示が不足していたこと、抗うつ薬ウェルブトリンや抗てんかん薬のラミクタールを、適応外用途で病気喧伝したことが理由である。これにより、アメリカ合衆国司法省における罰金最高額の記録を塗り替えた。

### 2013年日本、利益相反
子宮頸がんワクチン（ヒトパピローマウイルスワクチン）に関して、日本での定期接種の推進のための報告書などにも使われた研究は、利益相反行為とGSKの所属を隠蔽し、発表された論文であった。

### 中国ほか5か国、賄賂
2013年に、中華人民共和国での贈賄事件を皮切りに、ポーランド、イラク、ヨルダン、レバノン、シリアでも疑惑が起こり、シリアでは法律に違反して医師や薬剤師、政府高官に対して、現金や講演料、接待といった形で贈賄を行い、2014年5月にもイギリスの重大不正捜査局（SFO）による刑事捜査や、アメリカ合衆国司法省も連邦海外腐敗行為防止法に違反する疑いで調査を開始している。

### 2014年中国、賄賂罪
グラクソ・スミスクラインの中国法人は、2014年9月、贈賄罪によって30億元（約530億円）の罰金が言い渡された。同社幹部5人には、執行猶予付きの2年〜3年の懲役刑が言い渡され、うち1人は国外退去となった。

## 提供番組
（2022年10月現在）
- ウェークアップ!（日本テレビ系列・ytv）※新ポリデント名義、隔週で前半枠と後半枠を交代
- 10万円でできるかな（テレビ朝日）※月曜21時枠
- クイズプレゼンバラエティー Qさま!!（テレビ朝日）※月曜21時枠
- プレバト!!（TBS系列・毎日放送）※新ポリデント名義
- 芸能人が本気で考えた!ドッキリGP （フジテレビ）※シュミテクト名義
- うたつむぎ（フジテレビ）※一社提供、新ポリグリップ名義
- 千鳥のクセがスゴいネタGP （フジテレビ）※とくダネ!と同様シュミテクト名義、または新ポリグリップS名義、林修のニッポンドリルから提供枠移動で直撃!シンソウ坂上放送時から
- 生島ヒロシのおはよう一直線（TBSラジオ） 他

現在の提供テロップはグラクソ・スミスクラインである。過去の提供テロップは小林ブロック後のブロックドラッグであり、その他には週替わりでテレビ番組に提供するが、基本的にスポットCM。
以前の社名（小林ブロック後のブロックドラッグ）時代から、数々のテレビ番組などの提供番組ではポリデントまたはポリグリップのCMが放映されていた。

### 過去の提供番組
- 情報プレゼンター とくダネ!（フジテレビ※とくダネ!と同様シュミテクト名義、または新ポリグリップS名義、火曜9時台後半枠）
- おかずのクッキング（テレビ朝日・朝日放送テレビのみ）※ポリデント名義
- そんなコト考えた事なかったクイズ!トリニクって何の肉!?（朝日放送テレビ）
- 土曜ワイド劇場（テレビ朝日・朝日放送テレビ）※小林ブロック→ブロックドラック→グラクソ・スミスクライン
- スーパーモーニング（テレビ朝日）※小林ブロック→ブロックドラック
- ワイド!スクランブル（テレビ朝日）※同上
- JNNニュースの森（TBSテレビ、隔日）※同上
- ザ・ワイド（日本テレビ・読売テレビ、月曜日）※同上
- オレたちひょうきん族（フジテレビ）※コンタック名義
- 黄金ボキャブラ天国（フジテレビ）※同上
- JNN報道特集（TBSテレビ）

## 歴代CM出演者

### 現在
- 井上真央 - 帯状疱疹・疾患啓発「家族で話そう、帯状疱疹。」
- 風吹ジュン - 帯状疱疹・疾患啓発「家族で話そう、帯状疱疹。」
- 戸田恵子

### 過去
- 相武紗季 - 企業CM「しきゅうのお知らせ」
- AKB48（木﨑ゆりあ・向井地美音・武藤十夢） - 「ブリーズライト（R）でいい夢見よう」快眠ナビゲーター[14]
- 剛力彩芽 - ザガーロ AGA疾患啓発活動
- 古賀稔彦 - 企業CM「痙縮」